# Grand Prix moto de Grande-Bretagne
Navigation

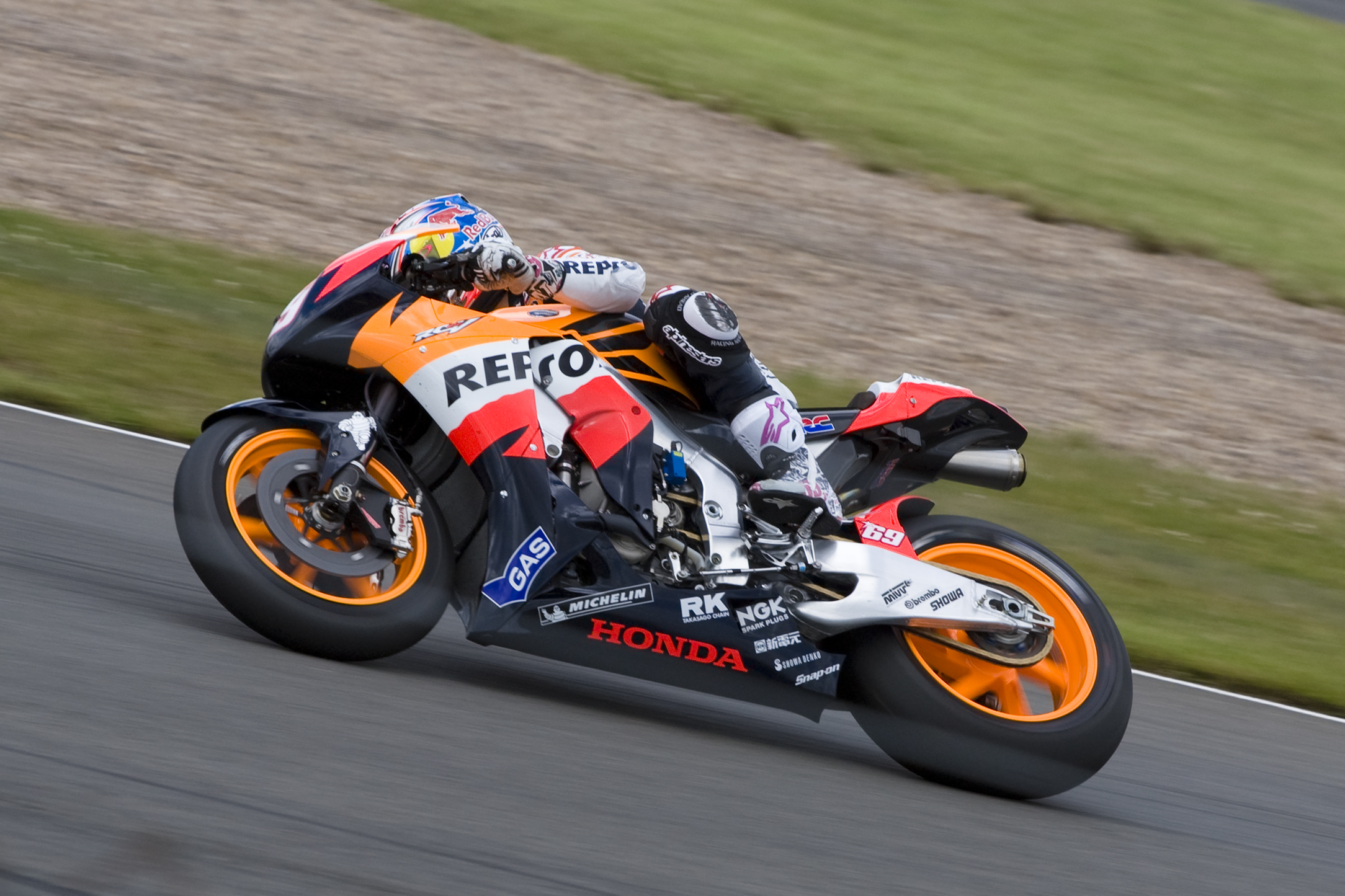
Nicky Hayden pilotant une Honda Repsol sur le circuit de Donington Park au Grand Prix de Grande-Bretagne de vitesse moto de 2008.

Le Grand Prix moto de Grande-Bretagne de vitesse est une épreuve du championnat du monde de vitesse moto depuis 1977.
La course se déroulait dans le passé sur le circuit de Silverstone. Avant cette période la course du Tourist Trophy sur l'Île de Man était le support du Grand Prix de Grande-Bretagne.
De 1987 à 2009, c'est le circuit de Donington Park qui a abrité le Grand Prix de Grande-Bretagne. Depuis 2010, cette course se déroule à nouveau sur le circuit de Silverstone.

## Appellations officielles et sponsors
- 1977–1978: John Player British Grand Prix[1]
- 1979–1985: Marlboro British Grand Prix[2]
- 1986–1988: Shell Oils British Motorcycle Grand Prix[3]
- 1989–1991: Shell British Motorcycle Grand Prix[4]
- 1992: Rothmans British Grand Prix[5]
- 1993, 1995–1996, 1998–1999, 2009: British Grand Prix (pas de sponsor officiel)[6]
- 1994: British Motorcycle Grand Prix (pas de sponsor officiel)[7]
- 1997: Sun British Grand Prix[8]
- 2000–2004: Cinzano British Grand Prix[9]
- 2005: betandwin.com British Grand Prix[10]
- 2006: GAS British Grand Prix[11]
- 2007: Nickel&Dime British Grand Prix[12]
- 2008: bwin.com British Grand Prix[13]
- 2010–2011: AirAsia British Grand Prix[14]
- 2012–2014: Hertz British Grand Prix[15]
- 2015–2017: Octo British Grand Prix[16]
- 2018–2019: GoPro British Grand Prix (annulé en 2018)[17]
- 2021–2024: Monster Energy British Grand Prix[18]
- 2025: Tissot Grand Prix of the United Kingdom

## Palmarès
| Année | Circuit     | Moto3              | Moto2                | MotoGP            | Rapport |
| ----- | ----------- | ------------------ | -------------------- | ----------------- | ------- |
| 2025  | Silverstone | José Antonio Rueda | Senna Agius          | Marco Bezzecchi   | Rapport |
| 2024  | Silverstone | Iván Ortolá        | Jake Dixon           | Enea Bastianini   | Rapport |
| 2023  | Silverstone | David Alonso       | Fermín Aldeguer      | Aleix Espargaro   | Rapport |
| 2022  | Silverstone | Dennis Foggia      | Augusto Fernández    | Francesco Bagnaia | Rapport |
| 2021  | Silverstone | Romano Fenati      | Remy Gardner         | Fabio Quartararo  | Rapport |
| 2020  | Silverstone | Course annulée     | Course annulée       | Course annulée    | Rapport |
| 2019  | Silverstone | Marcos Ramírez     | Augusto Fernández    | Álex Rins         | Rapport |
| 2018  | Silverstone | Course annulée     | Course annulée       | Course annulée    | Rapport |
| 2017  | Silverstone | Arón Canet         | Takaaki Nakagami     | Andrea Dovizioso  | Rapport |
| 2016  | Silverstone | Brad Binder        | Thomas Lüthi         | Maverick Viñales  | Rapport |
| 2015  | Silverstone | Danny Kent         | Johann Zarco         | Valentino Rossi   | Rapport |
| 2014  | Silverstone | Álex Rins          | Esteve Rabat         | Marc Márquez      | Rapport |
| 2013  | Silverstone | Luis Salom         | Scott Redding        | Jorge Lorenzo     | Rapport |
| 2012  | Silverstone | Maverick Viñales   | Pol Espargaró        | Jorge Lorenzo     | Rapport |
| Année | Circuit     | 125 cm3            | Moto2                | MotoGP            | Rapport |
| 2011  | Silverstone | Jonas Folger       | Stefan Bradl         | Casey Stoner      | Rapport |
| 2010  | Silverstone | Marc Márquez       | Jules Cluzel         | Jorge Lorenzo     | Rapport |
| Année | Circuit     | 125 cm3            | 250 cm3              | MotoGP            | Rapport |
| 2009  | Donington   | Julián Simón       | Hiroshi Aoyama       | Andrea Dovizioso  | Rapport |
| 2008  | Donington   | Scott Redding      | Mika Kallio          | Casey Stoner      | Rapport |
| 2007  | Donington   | Mattia Pasini      | Andrea Dovizioso     | Casey Stoner      | Rapport |
| 2006  | Donington   | Alvaro Bautista    | Jorge Lorenzo        | Daniel Pedrosa    | Rapport |
| 2005  | Donington   | Julian Simon       | Randy de Puniet      | Valentino Rossi   | Rapport |
| 2004  | Donington   | Andrea Dovizioso   | Daniel Pedrosa       | Valentino Rossi   | Rapport |
| 2003  | Donington   | Hector Barbera     | Fonsi Nieto          | Max Biaggi        | Rapport |
| Année | Circuit     | 125 cm³            | 250 cm³              | 500 cm³           | Rapport |
| 2002  | Donington   | Arnaud Vincent     | Marco Melandri       | Valentino Rossi   | Rapport |
| 2001  | Donington   | Youichi Ui         | Daijiro Kato         | Valentino Rossi   | Rapport |
| 2000  | Donington   | Youichi Ui         | Ralf Waldmann        | Valentino Rossi   | Rapport |
| 1999  | Donington   | Masao Azuma        | Valentino Rossi      | Àlex Crivillé     | Rapport |
| 1998  | Donington   | Kazuto Sakata      | Loris Capirossi      | Simon Crafar      | Rapport |
| 1997  | Donington   | Valentino Rossi    | Ralf Waldmann        | Michael Doohan    | Rapport |
| 1996  | Donington   | Stefano Perugini   | Max Biaggi           | Michael Doohan    | Rapport |
| 1995  | Donington   | Kazuto Sakata      | Max Biaggi           | Michael Doohan    | Rapport |
| 1994  | Donington   | Takeshi Tsujimura  | Loris Capirossi      | Kevin Schwantz    | Rapport |
| 1993  | Donington   | Dirk Raudies       | Jean-Philippe Ruggia | Luca Cadalora     | Rapport |
| 1992  | Donington   | Fausto Gresini     | Pierfrancesco Chili  | Wayne Gardner     | Rapport |
| 1991  | Donington   | Loris Capirossi    | Luca Cadalora        | Kevin Schwantz    | Rapport |
| 1990  | Donington   | Loris Capirossi    | Luca Cadalora        | Kevin Schwantz    | Rapport |

| Année | Circuit     | 80 cm³          | 125 cm³        | 250 cm³          | 500 cm³         | Rapport |
| ----- | ----------- | --------------- | -------------- | ---------------- | --------------- | ------- |
| 1989  | Donington   |                 | Hans Spaan     | Sito Pons        | Kevin Schwantz  | Rapport |
| 1988  | Donington   |                 | Ezio Gianola   | Luca Cadalora    | Wayne Rainey    | Rapport |
| 1987  | Donington   | Jorge Martínez  | Fausto Gresini | Anton Mang       | Eddie Lawson    | Rapport |
| 1986  | Silverstone | Ian McConnachie | August Auinger | Dominique Sarron | Wayne Gardner   | Rapport |
| 1985  | Silverstone |                 | August Auinger | Anton Mang       | Freddie Spencer | Rapport |
| 1984  | Silverstone |                 | Angel Nieto    | Christian Sarron | Randy Mamola    | Rapport |
| Année | Circuit     | 50 cm³          | 125 cm³        | 250 cm³          | 500 cm³         | Rapport |
| 1983  | Silverstone |                 | Angel Nieto    | Jacques Bolle    | Kenny Roberts   | Rapport |

| Année | Circuit     | 125 cm³            | 250 cm³         | 350 cm³             | 500 cm³         | Rapport |
| ----- | ----------- | ------------------ | --------------- | ------------------- | --------------- | ------- |
| 1982  | Silverstone | Angel Nieto        | Martin Wimmer   | Jean-François Baldé | Franco Uncini   | Rapport |
| 1981  | Silverstone | Angel Nieto        | Anton Mang      | Anton Mang          | Jack Middelburg | Rapport |
| 1980  | Silverstone | Loris Reggiani     | Kork Ballington | Anton Mang          | Randy Mamola    | Rapport |
| 1979  | Silverstone | Angel Nieto        | Kork Ballington | Kork Ballington     | Kenny Roberts   | Rapport |
| 1978  | Silverstone | Angel Nieto        | Anton Mang      | Kork Ballington     | Kenny Roberts   | Rapport |
| 1977  | Silverstone | Pierluigi Conforti | Kork Ballington | Kork Ballington     | Pat Hennen      | Rapport |